# Eugene Byrd
Eugene Byrd (Filadelfia, 28 agosto 1975) è un attore statunitense.

## Filmografia parziale

### Cinema
- Dead Man, regia di Jim Jarmusch (1995)
- Sleepers, regia di Barry Levinson (1996)
- 8 Mile, regia di Curtis Hanson (2002)
- Anaconda - Alla ricerca dell'orchidea maledetta (Anacondas: The Hunt for the Blood Orchid), regia di Dwight H. Little (2004)
- Rails & Ties - Rotaie e legami (Rails & Ties ), regia di Alison Eastwood (2007)
- Julia, regia di Érick Zonca (2008)
- Easier with Practice , regia di Kyle Patrick Alvarez (2009)
- How to Make Love to a Woman, regia di Scott Culve (2010)
- A Million Little Pieces, regia di Sam Taylor-Johnson (2018)

### Televisione
- I ragazzi della prateria (The Young Riders) – serie TV, episodio 3x04 (1991)
- Law & Order - Unità vittime speciali (Law & Order: Special Victims Unit) – serie TV, episodio 1x16 (1999)
- Tris di cuori (For Your Love) – serie TV, 8 episodi (2002)
- Crossing Jordan – serie TV (2004-2007)
- Ghost Whisperer - Presenze (Ghost Whisperer) – serie TV, episodio 1x07 (2005)
- Heroes – serie TV, 4 episodi (2006-2007)
- Bones – serie TV, 27 episodi (2007-2014)
- The Mentalist – serie TV, 1 episodio (2009)
- Numb3rs – serie TV, 1 episodio (2010)
- La forza del perdono (Amish Grace), regia di Gregg Champion – film TV (2010)
- Wilfred – serie TV, 2 episodi (2012)
- American Horror Story – serie TV, 1 episodio (2012)
- True Blood – serie TV, 3 episodi (2014)
- Arrow – serie TV (2016)
- 9-1-1: Lone Star - serie TV, episodio 5x07 (2024)

### Videogiochi
Gears 5 - (2019)

## Doppiatori italiani
Nelle versioni in italiano delle opere in cui ha recitato, Eugene Byrd è stato doppiato da:
- Nanni Baldini in Ghost Whisperer - Presenze, Grey's Anatomy
- Alessandro Quarta in 8 Mile
- Andrea Lavagnino in Bones
- Francesco Pezzulli in The Mentalist
- Marco Vivio in Sleepers
- Francesco De Francesco in All Rise
- Guido Di Naccio in 9-1-1: Lone Star

Da doppiatore è stato sostituito da
- Luca Ghignone in Gears 5[1]